# Techimal
Techimal är en ort i Mexiko.   Den ligger i kommunen Tianguistengo och delstaten Hidalgo, i den sydöstra delen av landet, 170 km norr om huvudstaden Mexico City. Techimal ligger 825 meter över havet och antalet invånare är 362.
Terrängen runt Techimal är kuperad. Runt Techimal är det ganska tätbefolkat, med 100 invånare per kvadratkilometer. Närmaste större samhälle är Xochiatipan de Castillo, 16,6 km öster om Techimal. I omgivningarna runt Techimal växer huvudsakligen savannskog.